# ورزشگاه گرادسکی (سیساک)

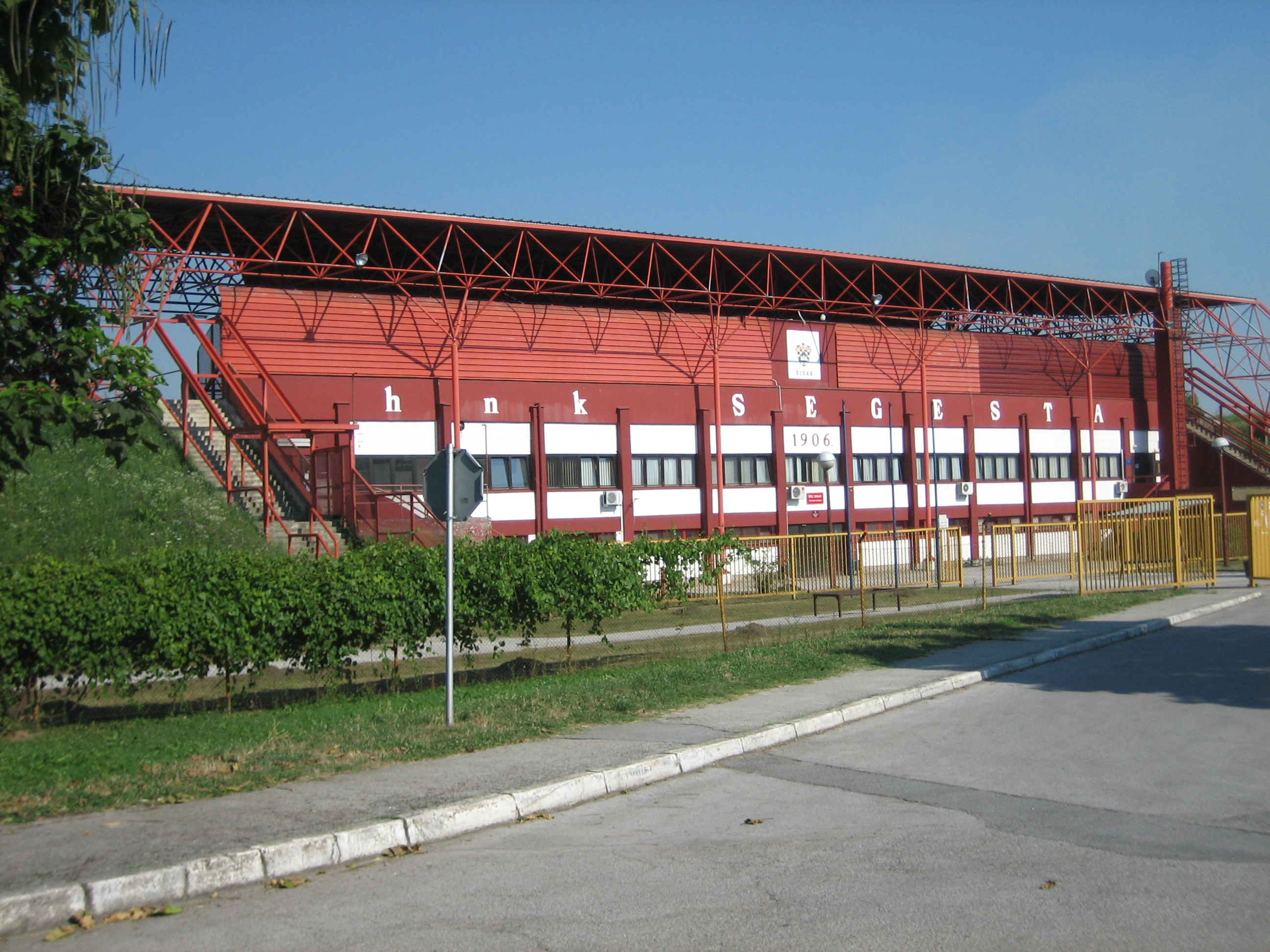
نمایی از ساختمان ورزشگاه گرادسکی

ورزشگاه گرادسکی (انگلیسی: Gradski stadion) یک ورزشگاه چندمنظوره در شهر سیساک در کشور کرواسی است. بازی‌های خانگی باشگاه فوتبال سجستا در این ورزشگاه برگزار می‌شود. ظرفیت صندلی ورزشگاه، برای ۸۰۰۰ تماشاگر می‌باشد.